# もういちど結婚
『もういちど結婚』（もういちどけっこん）は、TBS系列の金曜ドラマ（毎週金曜日22:00 - 22:54）の枠で、1983年（昭和58年）10月7日から同年12月30日まで放送されていたテレビドラマ。全13話。

## 概要
東京・原宿にデザイン事務所を持つデザイナーの中原周平は、妻子持ちだが、そのデザイン事務所に勤める深見やよいと深い仲になっているらしい。そういったことを疑った周平の妻・文子は別居を申し出た。そして一か月後、文子は周平らと改めて話し合うそのきっかけを見付けようとして、やよいの叔母・葉子の家でパーティーを開くことになった…。
別居や離婚などと言った男女の仲の危機を、悲しむべきことではなく再スタートの機会として、恋愛や結婚について“もういちど”見つめ直してみようということを主題として、中原夫妻の娘・えりかの目を通した形の物語という構成で製作されたドラマ。また当時、本作のすぐ前の時間帯で放送されていた『欽ちゃんの週刊欽曜日』のレギュラー陣から、小西博之、風見慎吾（現・風見しんご）、清水由貴子、佐藤B作が本作にも出演していた。

## キャスト
- 中原文子：三田佳子
- 中原周平：藤竜也
東京・原宿に事務所を構えるデザイナー。
- 中原えりか：高橋かおり
文子と周平の娘。
- 深見やよい：浅田美代子
周平のデザイン事務所に勤務。叔母の葉子の一家と同居している。葉子の勧めた縁談に見向きもせず、叔父の隆行の勤める銀行の上司が中に立ってお見合いをしたが、気持ちは周平に向くばかりで周平に猛烈にアタックしている。
- 松村葉子：いしだあゆみ
やよいの叔母。
- 松村隆行：角野卓造
葉子の夫で、銀行勤務。
- 松村理一：竹林潤一
葉子と隆行の息子。
- 邦夫：荒木一郎
中原家の隣人。
- 新谷：川津祐介
弁護士。文子の学生時代の友人。
- 小西博之
女性関係のことで気持ちを揺さぶろうとする、邦夫の後輩。
- 風見慎吾
邦夫の所に出入りする魚屋。
- 清水由貴子
周平の事務所に勤務するアルバイト。
- 佐藤B作
- 陣内孝則
- 長谷直美
- 長谷川康夫
- 丘野桃子
- ガッツ石松（第12話ゲスト）

## スタッフ
- プロデューサー：大山勝美、服部晴治
- 脚本：石松愛弘、清水曙美
- 演出：服部晴治、生野慈朗、田代冬彦
- 企画協力：利根川裕
- 技術：宮原博
- 制作：TBS

## 主題歌
- 鈴木康博『愛をよろしく』　（作詞：鈴木康博・安部光俊、作曲：鈴木康博　レーベル：東芝EMI）

## サブタイトル
| 話数 | 放送日         | サブタイトル | 脚本     | 演出               |
| ---- | -------------- | ------------ | -------- | ------------------ |
| 1    | 1983年10月7日  | 別居         | 石松愛弘 | 服部晴治、生野慈朗 |
| 2    | 1983年10月14日 | 対決         | 石松愛弘 | 服部晴治           |
| 3    | 1983年10月21日 | 接吻         | 石松愛弘 | 生野慈朗           |
| 4    | 1983年10月28日 | 晩餐         | 清水曙美 | 生野慈朗           |
| 5    | 1983年11月4日  | 妊娠         | 石松愛弘 | 服部晴治           |
| 6    | 1983年11月11日 | 危機         | 清水曙美 | 田代冬彦           |
| 7    | 1983年11月18日 | 不倫         | 清水曙美 | 生野慈朗           |
| 8    | 1983年11月25日 | 発覚         | 清水曙美 | 田代冬彦           |
| 9    | 1983年12月2日  | 離婚         | 清水曙美 | 生野慈朗           |
| 10   | 1983年12月9日  | 子供         | 石松愛弘 | 田代冬彦           |
| 11   | 1983年12月16日 | 逆襲         | 石松愛弘 | 生野慈朗           |
| 12   | 1983年12月23日 | 聖夜         | 石松愛弘 | 田代冬彦           |
| 13   | 1983年12月30日 | 明日         | 清水曙美 | 田代冬彦           |